# 吳逸駿
吳逸駿（1971年—），別名小花，台灣高雄人。台灣獨立音樂領域知名錄音工程師兼製作人。
文化大學政治系畢業，在學期間參與學運社團「草山學會」、「環保聯盟學生會」、「反高學費聯盟」等等。

## 出版相關
- 1997 PChome雜誌採訪編輯
- 1999 CNET中文網採訪編輯
- 2005 與張世倫、何東洪、張鐵志、李明璁、傅鉛文、葉宛青、鄭凱同等人創立「大聲誌」月刊，擔任主編。大聲誌為免費刊物，因為印刷精美內容豐富，青年文化圈裏面引起相當的注意和討論

## 音樂創作：
- 1999 妮波寺樂團吉他手
- 2000 與「漢堡加蛋」、「Addction」、「聖戰士」、「亂黨」等樂團發行首張合輯「夏恩的秘密」。
- 2003 妮波寺首張專輯，「James' Autumn」發行， 獲得香港MCB音樂殖民地雜誌推薦
- 2004 妮波寺樂團前往日本東京參加「Say Yes to Taiwan」演唱會
- 2005 再次前往日本東京、橫濱小型巡迴演出。
- 2005 妮波寺第二張專輯「Sorry」
- 2006 阿飛西雅樂團吉他手
- 2008 阿飛西雅發行第一張專輯「失語的鱷魚社會」
- 2010 阿飛西雅前往加拿大巡迴十場
- 2011 阿飛西雅前往美國德州SXSW演出
- 2012 阿飛西雅發行第二張專輯「提去買藥仔」

## 錄音製作
- 2000 與友人設立NOIZ Studio，開始錄音師生涯
- 2002 壞女兒專輯，「沒有毛的熊」，獲得香港MCB音樂殖民地雜誌年終榜推薦
- 2003 LOBO 1 台灣樂團合輯
- 2003 壞女兒專輯，小太陽
- 2004 The Daymakers迷你專輯，興奮來了
- 2004 LOBO 2 台灣樂團合輯
- 2005 薄荷葉樂團第二張專輯「的士房間」
- 2005 LOBO 3 台灣樂團合輯
- 2005 妮波寺 「SORRY」專輯
- 2006 RICO/RICO專輯（日本）
- 2006 旋轉木馬 專輯
- 2006 朵莉的藥盒 EP
- 2007 滅火器樂團專輯「LET's GO衝啦」母帶後製製作人
- 2007 製作電影「夏天的尾巴」（鄭文堂導演）電影配樂
- 2011 鄭宜農「海王星」專輯製作人
- 2012 Selfkill「公路白 Highway Dawn」專輯製作人
- 2012 川秋沙「人造沙洲」專輯製作人 （獲得第三屆金音獎最佳搖滾專輯）

## 音控工程
- 2000-2003 聖界LiveHouse音控
- 2004-2014.07 The Wall Live House音控
- 2011 閃靈「醒靈寺大決戰」音控
- 2011 閃靈「韓國釜山音樂祭」音控
- 2012 閃靈「印尼重金屬音樂季」音控
- 2012 閃靈「台北大會戰」音控
- 2013 小白兔唱片本事現場「ACID MOTHER TEMPLE」遮蔽感官演唱會音控

## 其他
- 2007年，正義無敵音樂會發起人
- 2011- 大同大學電腦錄音課程講師。
- 2012 金音獎評審